# 仲野裕
仲野裕（日语：なかの ゆたか，1951年1月10日—）是日本神奈川县出身的演员及配音员。目前隶属于悬樋制作。

## 演出作品

### 電視動畫
1993年
- 無責任艦長（塔納魯）

1995年
- 夢幻遊戲（倉田永之介、主人）

1996年
- 聖天空戰記（弗雷德公王）

1997年
- 孩子們的遊戲（風花的爸爸、教官）
- 麵包超人（國王、雞蛋大臣〈第1代〉、脆皮茶泡飯先生〈第2代〉、左大臣〈第2代〉、含含神仙〈代演〉）
- 烈火之炎（小狗、大首領）
- 馬哈GOGOGO（大鬍子）

2001
- 犬夜叉（家老）

2002年
- 最終兵器彼女（幹部）

2003年
- 狼雨（蕾艾拉的父親）
- 人生交叉點（本社局長）

2004年
- 火之鳥（國司）
- 混沌武士（善次郎）
- 妄想代理人（精神科醫生）#3

2005年
- 英國戀物語（時鐘店老闆）
- 雪之女王（村民）

2006年
- 櫻蘭高校男公關部（律的父親）
- 怪醫美女RAY（猛男）

2007年
- 機神大戰（埃羅爾）
- Myself; Yourself（菜菜香的伯父）

2008年
- 狼與辛香料（商人）
- 魔法禁書目錄（青蛙醫生）
- 二十面相少女（托蘭市長）

2009年
- 科學超電磁砲（青蛙醫生）

2010年
- 魔法禁書目錄II（青蛙醫生）

2011年
- GOSICK（院長）

2012年
- 王者天下（昌文君）
- JoJo的奇妙冒險（羅吉茲）
- 新獵人（皆卜戎、電視主播、解說人）

2013年
- 打工吧！魔王大人（羅貝迪歐）
- 王者天下2（昌文君）
- 科學超電磁砲S（青蛙醫生）
- 琴浦小姐（和尚）
- 魯邦三世 -名為峰不二子的女人-（達倫佐）
- 聖鬥士星矢Ω（邁錫尼）

2014年
- 東京喰種（筱原幸紀）

2015年
- 亞爾斯蘭戰記（深灰色衣服的老人）

2016年
- 鬼牌遊戲（君特·凱茲少將）
- Tales of Zestiria the X 第1期（バルトロ）

2017年
- 血界戰線 & BEYOND（グンター・グロピウス）
- 犬屋敷（黑道）

2018年
- 後街女孩（大藏賴季）
- 付喪神出租中（月夜見[1]）
- 魔法禁書目錄III（青蛙醫生）

2019年
- 盾之勇者成名錄（奧托克雷）
- 科學一方通行（青蛙臉醫生）
- 街角魔族（梅塔子、梅塔特隆之使者）
- PSYCHO-PASS心靈判官 3（二瓶三郎）

2020年
- 巴比倫（福澤俊夫）
- 王者天下3（昌文君）
- 科學超電磁砲T（青蛙臉醫生）

2021年
- 五等分的新娘∬（外祖父）
- 魯邦三世 PART6（女王刑警）
- 境界戰機（喬·史匹亞斯）

2022年
- 小鳥之翼（羅伯特）
- 王者天下4（昌文君）
- 街角魔族 2丁目（梅塔子）
- 幽零幻鏡（爺爺）

2023年
- 物理魔法使馬修（骨角馬）
- 盾之勇者成名錄 Season 3（奧托克雷[2]）

2024年
- 隔壁的妖怪鄰居（陸美的祖父）

2025年
- 九龍大眾浪漫（汪醫師）
- 盾之勇者成名錄 Season 4（奧托克雷[3]）

### 劇場版動畫
2011年
- 對某飛行員的追憶（多明哥·賈西亞）

2013年
- 劇場版魔法禁書目錄：恩底彌翁的奇蹟（青蛙臉醫生）

2015年
- UFO學園的秘密（校長〈簗瀨德男〉）